# Тигран I
Тигран I (вірм. Տիգրան Ա) — цар Великої Вірменії (115—95 роки до н. е.), другий син Арташеса І.

## Правління
Успадкував престол від свого старшого брата Артавазда I. Тривалий час боровся з парфянами за гегемонію в регіоні. По його смерті трон перейшов до його сина Тиграна II Великого (95—55 роки до н. е.).